# NHL 1965/1966
Sezóna 1965/1966 byla 49. sezonou NHL. Vítězem Stanley Cupu se stal tým Montreal Canadiens.

## Konečná tabulka základní části
| Tým                 | Z  | V  | P  | R  | B  | VG  | IG  |
| ------------------- | -- | -- | -- | -- | -- | --- | --- |
| Montreal Canadiens  | 70 | 41 | 21 | 8  | 90 | 239 | 173 |
| Chicago Black Hawks | 70 | 37 | 25 | 8  | 82 | 240 | 187 |
| Toronto Maple Leafs | 70 | 34 | 25 | 11 | 79 | 208 | 187 |
| Detroit Red Wings   | 70 | 31 | 27 | 12 | 74 | 221 | 194 |
| Boston Bruins       | 70 | 21 | 43 | 6  | 48 | 174 | 275 |
| New York Rangers    | 70 | 18 | 41 | 11 | 47 | 195 | 261 |

## Play off
|  | Semifinále | Semifinále          | Semifinále |  |  | Finále Stanley Cupu | Finále Stanley Cupu | Finále Stanley Cupu |
|  |            |                     |            |  |  |                     |                     |                     |
|  | 1          | Montreal Canadiens  | 4          |  |  |                     |                     |                     |
|  | 3          | Toronto Maple Leafs | 0          |  |  |                     |                     |                     |
|  |            |                     |            |  |  | 1                   | Montreal Canadiens  | 4                   |
|  |            |                     |            |  |  | 4                   | Detroit Red Wings   | 2                   |
|  | 2          | Chicago Black Hawks | 2          |  |  |                     |                     |                     |
|  | 4          | Detroit Red Wings   | 4          |  |  |                     |                     |                     |

## Ocenění
| Prince of Wales Trophy:       | Montreal Canadiens                               |
| Art Ross Trophy:              | Bobby Hull, Chicago Black Hawks                  |
| Calder Memorial Trophy:       | Brit Selby, Toronto Maple Leafs                  |
| Conn Smythe Trophy:           | Roger Crozier, Detroit Red Wings                 |
| Hart Memorial Trophy:         | Bobby Hull, Chicago Black Hawks                  |
| James Norris Memorial Trophy: | Jacques Laperriere, Montreal Canadiens           |
| Lady Byng Memorial Trophy:    | Alex Delvecchio, Detroit Red Wings               |
| Vezina Trophy:                | Gump Worsley & Charlie Hodge, Montreal Canadiens |
| Lester Patrick Trophy:        | J. J. "Jack" Adams                               |